# Nokia 6070
Nokia 6070 — бюджетный телефон от компании Nokia. Телефон создавался как бюджетный для деловых людей. В нём присутствует хороший органайзер, камера, диктофон. Телефон поддерживает форматы mp3 и amr. Телефон выполнен в классической форме, имеет достаточно большую толщину — 18.6 мм. Телефон выполнен в разных светлых цветовых вариациях, на задней стенке, в районе камеры, имеется вставка из зеркального металла.

## Технические характеристики

### Камера
Данный девайс оснащен камерой в 0.3 Мп. Присутствует возможность записи видео в формате 3gp. У камеры отсутствует вспышка и зум. Тем не менее, снимки получаются чёткими.

### Связь
Телефон поддерживает только 2G-форматы связи: GSM 900 / 1800 / 1900. Также присутствует инфракрасный порт, позволяющий обмениваться данными с другими девайсами. Телефон поддерживает SMS и MMS, а также WAP, GPRS и EDGE. Также в телефоне присутствует функция Push-to-talk, позволяющая использовать устройство в качестве рации.

### Мультимедиа
Помимо диктофона и мультимедийного плеера, в телефоне присутствует радио и редактор изображений.